# 三十里铺镇 (和政县)
三十里铺镇，是中华人民共和国甘肃省临夏回族自治州和政县下辖的一个乡镇级行政单位。

## 行政区划
三十里铺镇下辖以下地区：
南阳山村、洒麻浪村、张家沟村、祁家沟村、包侯家村、马家河村、三十里铺村、马牧沟村、闵家村、大路村、阴山村、碑滩村、陈家咀村和大坪村。